# Lonchura ferruginosa
Il cappuccino calotta bianca (Lonchura ferruginosa Sparrmann, 1789) è un uccello passeriforme appartenente alla famiglia Estrildidae.

## Descrizione

### Aspetto
Si tratta di un uccello di piccole dimensioni, dall'aspetto robusto, con un caratteristico becco molto tozzo e robusto di forma conica.

Il piumaggio è di colore bruno su dorso, ali, coda e ventre, con un caratteristico cappuccio bianco sulla testa e due macchie nere, una che fa da gorgiera su gola e petto ed una seconda sul ventre: in alcuni casi le due macchie si fondono insieme, sicché l'intera porzione ventrale del corpo appare nera. La testa è invece munita del caratteristico cappuccio bianco-grigiastro (da cui deriva il nome comune della specie), mentre sul groppone la livrea assume una caratteristica sfumatura rosso-ruggine ben evidente durante il volo, alla quale questo uccello deve il proprio nome scientifico. Gli occhi sono di colore bruno scuro, le zampe sono carnicino-grigiastre, il becco è grigio-bluastro.

### Dimensioni
Misura circa 10-11 cm di lunghezza compresa la coda, per un peso che raggiunge i 10 g.

## Biologia
Si tratta di uccelli dalle abitudini diurne, che tendono a riunirsi in stormi di dimensioni anche consistenti e che possono aggregarsi a stormi di altre specie (come padda e domino): il cappuccino calotta bianca passa la maggior parte del tempo al suolo alla ricerca di cibo, mentre sul far della sera questi uccelli si riuniscono fra gli alberi per passare la notte.

### Alimentazione
Si tratta di uccelli granivori, che grazie al forte becco possono spezzare l'involucro della maggior parte dei semi di graminacee e riso, prediligendo i semi immaturi e quelli appena germogliati. Di tanto in tanto questi cappuccini integrano la propria dieta anche con materiale di origine vegetale come germogli, bacche e semi, mentre è assai raro che caccino piccoli insetti volanti.

### Riproduzione
La riproduzione segue la stagione delle piogge, in modo tale da assicurare ai nascituri un'abbondante quantità di cibo: entrambi i partner collaborano alla costruzione del nido, che consiste in una struttura globosa formata da rametti e steli d'erba intrecciati ubicata fra l'erba alta o nel folto della vegetazione cespugliosa, a poche decine di centimetri dal suolo. All'interno del nido la femmina depone 3-7 uova, che vengono covate da entrambi i sessi per circa due settimane: sono sempre ambedue i genitori che si occupano di accudire i nidiacei, ciechi ed implumi alla schiusa, che sono in grado d'involarsi attorno alla terza settimana dalla schiusa, sebbene tendano a rimanere nei pressi del nido per circa altre due settimane prima di allontanarsene.

## Distribuzione e habitat
Il cappuccino calotta bianca è endemico dell'Indonesia, dove abita le isole di Giava e Bali. Questi uccelli sono abitatori delle aree erbose con presenza di macchie alberate fino a 1500 m d'altezza: dimostrano inoltre di non temere eccessivamente l'uomo e colonizzano anche le aree coltivate, i giardini e le risaie.

## Tassonomia
Classificato inizialmente da Sparrmann come Fringilla majanoide, sottintendendone una parentela col fringuello nostrano, in seguito il cappuccino calotta bianca è stato ascritto al genere Lonchura, inizialmente come sottospecie del cappuccino tricolore ed in seguito come sottospecie del cappuccino testa nera: attualmente, tuttavia, si tende a considerare questi uccelli come una specie a sé stante.